# Pedrosillo de los Aires
Pedrosillo de los Aires es un municipio y localidad española de la provincia de Salamanca, en la comunidad autónoma de Castilla y León. Se integra dentro de la comarca de Guijuelo y la subcomarca de Salvatierra. Pertenece al partido judicial de Salamanca.
Su término municipal está formado las localidades de Amatos de Salvatierra, Castillejo, La Dueña de Abajo, La Dueña de Arriba, Pedrosillo de los Aires, Herreros de Salvatierra, Las Cuestas, Valdejerruz y Villar de Salvatierra, las cuatro últimas despobladas, ocupa una superficie total de 70,39 km² y según los datos demográficos recogidos en el padrón municipal elaborado por el INE en el año 2017, cuenta con 369 habitantes.

## Historia
La fundación de Pedrosillo de los Aires se remonta a la repoblación llevada a cabo por el rey de León Alfonso IX a principios del siglo XIII, cuando quedó incluido en el Alfoz de Salvatierra, dentro del Reino de León, denominado en la Edad Media simplemente "Pedrosillo". De dicho proceso repoblador proviene también la fundación de la pedanía de Amatos. Con la creación de las actuales provincias en 1833, el municipio de Pedrosillo de los Aires quedó integrado en la provincia de Salamanca, dentro de la Región Leonesa.

## Geografía humana

### Demografía
Cuenta con una población de 314 habitantes (INE 2024).
| Gráfica de evolución demográfica de Pedrosillo de los Aires entre 1842 y 2021                                         |
| |
| Población de derecho según los censos de población del INE. Población de hecho según los censos de población del INE. |

Según el Instituto Nacional de Estadística, Pedrosillo de los Aires tenía, a 31 de diciembre de 2018, una población total de 360 habitantes, de los cuales 201 eran hombres y 159 mujeres. Respecto al año 2000, el censo refleja 457 habitantes, de los cuales 252 eran hombres y 205 mujeres. Por lo tanto, la pérdida de población en el municipio para el periodo 2000-2018 ha sido de 97 habitantes, un 21% de descenso.
El municipio se divide en nueve núcleos de población. De los 360 habitantes que poseía el municipio en 2018, Castillejo contaba con 192, de los cuales 105 eran hombres y 87 mujeres, Pedrosillo con 139, de los cuales 84 eran hombres y 55 mujeres, Amatos de Salvatierra con 14, de los cuales 7 eran hombres y 7 mujeres, La Dueña de Arriba con 9, de los cuales 3 eran hombres y 6 mujeres, y La Dueña de Abajo con 6, de los cuales 2 eran hombres y 4 mujeres. Herreros de Salvatierra, Las Cuestas, Valdejerruz y Villar de Salvatierra están despoblados.

### Transporte
El municipio está bien comunicado por carretera, atravesándolo la carretera nacional N-630 que une Gijón con Sevilla y permite dirigirse tanto a la capital provincial como a otros núcleos cercanos; en paralelo a esta carretera discurre la autovía Ruta de la Plata que tiene el mismo recorrido que la nacional y que cuenta con salida directa en el vecino municipio de La Maya, permitiendo unas comunicaciones más rápidas con el resto del país. Otras carreteras importantes son la CM-509 que une el núcleo urbano con la N-630, la DSA-206 que atraviesa la capital municipal en dirección norte-sur y une con Guijuelo y la DSA-213 que conecta la pedanía de Castillejo con La Maya. 
En cuanto al transporte público se refiere, tras el cierre de la ruta ferroviaria de la Vía de la Plata, que pasaba por el municipio de La Maya no existen servicios de tren en el municipio ni en los vecinos, ni tampoco línea regular con servicio de autobús. Por otro lado el Aeropuerto de Salamanca es el más cercano, estando a unos 43 km de distancia.

## Administración y política
| Partido político                         | 2023  | 2023  | 2023       | 2019  | 2019  | 2019       | 2015  | 2015  | 2015       | 2011  | 2011  | 2011       | 2007  | 2007  | 2007       | 2003  | 2003  | 2003       |
| Partido político                         | %     | Votos | Concejales | %     | Votos | Concejales | %     | Votos | Concejales | %     | Votos | Concejales | %     | Votos | Concejales | %     | Votos | Concejales |
| Partido Popular (PP)                     | 39.91 | 95    | 3          | 15,71 | 41    | 1          | 26,79 | 75    | 2          | 36,91 | 110   | 2          | 45,60 | 140   | 3          | 59,12 | 188   | 5          |
| Partido Socialista Obrero Español (PSOE) | 44.95 | 107   | 3          | 55,56 | 145   | 4          | 71,79 | 201   | 5          | 62,08 | 185   | 5          | 52,44 | 161   | 4          | 21,07 | 67    | 1          |
| F                                        | 13.02 | 31    | 1          | —     | —     | —          | —     | —     | —          | —     | —     | —          | —     | —     | —          | —     | —     | —          |
| Ciudadanos (CS)                          | —     | —     | —          | 27,97 | 73    | 2          | —     | —     | —          | —     | —     | —          | —     | —     | —          | —     | —     | —          |
| Unión del Pueblo Salmantino (UPSa)       | —     | —     | —          | —     | —     | —          | —     | —     | —          | —     | —     | —          | —     | —     | —          | 19,50 | 62    | 1          |